# Combat du 30 septembre 1780
Guerre d'indépendance des États-Unis
Batailles
Le combat du 30 septembre 1780 également appelé combat naval en vue des Bermudes est un engagement naval mineur qui a lieu le 30 septembre 1780 au large des Bermudes, pendant la guerre d'indépendance des États-Unis. La frégate britannique HMS Pearl (1762) (en) capture L'Espérance, une frégate française corsaire de 32 canons.
Le HMS Pearl sous le commandement de George Montagu est envoyé dans les eaux nord-américaines et, le 30 septembre 1780, elle rencontre une frégate au large des Bermudes. Le Pearl engage le combat. Les échanges d'artilleries se poursuivent pendant plus de deux heures avant que la frégate française n'abaisse son pavillon,.
La prise est la frégate corsaire L'Espérance, de 850 tonnes et 32 canons de 12 et 6 livres. Elle embarque près de 200 hommes d'équipage et un précieux chargement parti du Cap François à destination de Bordeaux. L'Espérance perd 20 hommes et a 24 blessés. L'ensemble de l'équipage est capturé. Le HMS Pearl perd 6 hommes et a 10 blessés. La frégate française est incorporée dans la Royal Navy et renommée HMS Clinton.

## Sources et bibliographie
- (en) Joseph Allen, Battles of the British Navy, vol. 1, Bohn's illustrated library, 1852 (ASIN B009ZMMQ56)
- William Laird Clowes, The Royal Navy, vol. 4 : A History - From the Earliest Times to 1900, Chatham Publishing, 2003 (ISBN 978-1861760128)